# Tomislav Butina
Tomislav Butina, né le 30 mars 1974 à Zagreb, est un footballeur international croate à la retraite. Il évoluait au poste de gardien de but.

## Biographie
Il fait ses débuts en 1991 au Dinamo Zagreb. En mai 2003, il rejoint le FC Bruges. Il passe une saison sur le banc avant de remplacer une des légendes du club, Dany Verlinden. En juin 2006, il rejoint l'Olympiakos pour trois ans où il retrouve son ancien entraîneur : Trond Sollied. En 2008, il quitte la Grèce et repart dans son club formateur, le Dinamo Zagreb.
Il est également international croate de 2001 à 2006 (28 sélections, 0 but). Il a défendu les couleurs de son pays lors de la Coupe du monde 2002, de l'Euro 2004 et de la Coupe du monde 2006.

## Carrière
- 1991-1994 :  Dinamo Zagreb
- 1994-1995 :  NK Karlovac (prêt)
- 1995-1996 :  NK Samobor (prêt)
- 1996-1997 :  Slaven Belupo (prêt)
- 1997-2003 :  Dinamo Zagreb
- 2003-2006 :  FC Bruges
- 2006-2008 :  Olympiakos
- 2008-2010 :  Dinamo Zagreb

## Palmarès

### En sélection nationale
- 28 sélections et 0 but avec l'équipe de Croatie.
- A participé aux Coupes du monde 2002 (0 match) et 2006 (0 match), ainsi qu'à l'Euro 2004 (3 matchs).

### En club
- Avec le Dinamo Zagreb :
  - Champion de Croatie en 1993, 1998, 2000, 2003, 2009, 2010 et 2011.
  - Vainqueur de la Coupe de Croatie en 2001, 2002 et 2009.
  - Vainqueur de la Supercoupe de Croatie en 2002 et en 2010.
- Avec le FC Bruges :
  - Champion de Belgique en 2005.
  - Vainqueur de la Coupe de Belgique en 2004.
  - Vainqueur de la Supercoupe de Belgique en 2005.
- Avec l'Olympiakos :
  - Champion de Grèce en 2007.